# Weißlachs
|  | Dieser Artikel wurde aufgrund von formalen oder inhaltlichen Mängeln in der Qualitätssicherung Biologie zur Verbesserung eingetragen. Dies geschieht, um die Qualität der Biologie-Artikel auf ein akzeptables Niveau zu bringen. Bitte hilf mit, diesen Artikel zu verbessern! Artikel, die nicht signifikant verbessert werden, können gegebenenfalls gelöscht werden. Lies dazu auch die näheren Informationen in den Mindestanforderungen an Biologie-Artikel. |

Der Weißlachs (Stenodus leucichthys, auch Inconnu, Sheefish oder Beloribitsa genannt) ist ein wichtiger palä- und nearktischer Speisefisch aus der Gattung Stenodus in der Familie der Lachsfische (Salmonidae). Er ist das größte Mitglied der Unterfamilie Coregoninae und ernährt sich hauptsächlich räuberisch (piscivor), während sich die anderen Arten der Unterfamilie von Plankton und benthalen Wirbellosen ernähren. Er kann 1,5 m lang, 40 kg schwer und ca. 22 Jahre alt werden. In Russland hieß er auch Zaren- bzw. Kaiserfisch.

## Merkmale
Der spitze Kopf nimmt fast 1/5 der Gesamtlänge ein. Das oberständige Maul ist größer als bei den verwandten Gattungen Coregonus und Prosopium (Maxillare und Supramaxillare sind gestreckt). Es reicht bis auf die Höhe der Pupille. Sehr kleine, aber deutliche Zähne stehen („eng“, daher Stenodus, „Engzähner“) auf den Kiefern (Maxillare: nur am oberen Ende), den Palatinen (in Bändern), dem Vomer und dem Glossohyale (jeweils eine kleine Gruppe). Alte Tiere haben ihre Zähne großteils verloren, brauchen sie auch zum Schnappen nicht mehr. Die Färbung ist wie bei allen Coregoninae helles Silber mit etwas dunklerem, olivgrün bis graublauem Rücken. Rückenflosse und Schwanzflosse haben dunkle Ränder, die anderen Flossen sind hell.
Der Schädel ist medioparietal, d. h. die Parietalia stoßen median zusammen – aber unter ihnen reicht ein Fortsatz des Supraoccipitale doch stets bis an die Frontalia (s. Boulenger 1895). Ein schmales Supraorbitale ist vorhanden. Die Dentalia bilden vorne einen kleinen Haken oder Knopf, der in eine Grube der Praemaxillen passt und beim Packen der Beute hilfreich ist. Der Fisch hat jederseits zirka zehn Kiemenhautstrahlen. Die Reusendornen sind knöchern, ziemlich spitz und teilweise fein bezahnt; auf dem ersten Kiemenbogen stehen 5–7 und 13–17 (mit ihrer Engstellung kann der Jungfisch dennoch bei Bedarf auch noch Nauplius-Larven fangen). Stenodus hat 64–69 Wirbel. Der Rumpf ist wenig seitlich abgeflacht.
Die Rückenflosse ist hoch, spitz und kürzer, die Afterflosse aber etwas länger als bei Coregonus. An den Bauchflossen befindet sich an der Basis ein deutlicher Axillarfortsatz. An der Schwanzflosse fällt mitunter ein etwas verlängerter Ventrallappen auf, was (wie schon die Maulstellung) dafür spricht, dass Stenodus (auch) oberflächennahe jagt.
- Flossenformel: D 11–19, A 14–19, P ~17, V ~14, C 19

Das Schwanzskelett zeigt im Unterschied zu dem verwandter Gattungen ein Paar Urodermalia (Kendall and Behnke 1984). Die Schuppen sind recht klein (ca. 88–118 entlang der vollständigen Seitenlinie). Am Ausgang des s-förmigen Magens steht ein unsymmetrisches Büschel-Paar von Pylorusschläuchen (ca. 100 bis über 200).

## Entwicklung und Ökologie
Nach dem Schlüpfen im Spätfrühling brauchen die Larven (11–13 mm lang) zunächst etwa noch zwei Wochen lang ihren Dottersack auf, ehe sie zu fressen beginnen (Harpacticiden und andere Kleinkrebse, Chironomiden- und andere Insektenlarven). Sobald sie aber dazu imstande sind, gehen sie zum Fisch-Fressen über (z. B. Eier und Larven) – sie verhalten sich dabei ab dann durchaus „wild, gefräßig“, so dass Albert Günther für die Gattung den heute ungültigen Namen Luciotrutta, also „Hechtforelle“, prägen konnte.
Ziel der anadromen Exemplare ist das Meer (in dem sie sich freilich selten sehr weit von den Flussmündungen entfernen; bis in 50 m Tiefe und bei Temperaturen unter 18 °C) – aber es gibt im gesamten Verbreitungsgebiet auch residente Populationen, die („freiwillig“ oder dank unüberwindlicher Sperren) im Süßwasser (in Seen – zum Beispiel im Großen Sklavensee – oder Flüssen) bleiben. Nach mehreren Jahren (minimal fünf [Männchen] bis maximal fünfzehn [Weibchen]) steigen sie dann im Herbst wieder in die Flüsse auf, um zu laichen, wobei sie aber meist nicht wie die echten Lachse auch hoch ins Gebirge oder in die Quellflüsse vordringen; Schnellen und Wasserfälle verlocken sie nicht zur Überwindung. Dennoch kann das Aufsteigen monatelang dauern (z. B. früher in der Wolga sogar über ein Jahr); es geschieht zum Teil unter Eis.
Viele Fragen zur Biologie der verschiedenen Populationen sind noch zu klären.
Die Nahrungsaufnahme wird offenbar während des Zuges eingestellt. Am Laichort verhalten sich die Männchen und die etwas größeren Weibchen wie andere Salmoniformes, doch werden die Eier nicht eingegraben, sondern im freien Wasser ausgestoßen und besamt – sie sinken dann zum Grund und kleben hier auf Kies und Ähnlichem fest. Gelaicht wird bei Wassertemperaturen unter 6 °C (meist September, Oktober). Große Weibchen können pro Saison leicht 500.000 Eier in mehreren Schüben abgeben. Die ausgelaichten Fische sterben aber nur in geringer Zahl, sondern kehren zu ihren Standbiotopen zurück – sie können die Wanderung fünfmal (aber wohl nicht alljährlich) und öfter mitmachen. Sie tragen also – im Gegensatz etwa zu Oncorhynchus – zur Ernährung ihrer Jungen kaum bei. Die Eientwicklung dauert monatelang, bis in den arktischen Frühling.
Stenodus nimmt dabei in Kauf, dass stärkere Hochwässer viel Laich und Brut vernichten, aber im Frühling ist andrerseits die Zahl der Fressfeinde noch gering und später die Ernährungslage für die Jungfische günstiger (als für Frühjahrslaicher – die es übrigens bei der Unterart leucichthys im Wolga-Unterlauf auch gab oder gibt). Manche Gewässer „beherrscht“ die Njelma als alleiniger Spitzen-Prädator; nach starken Oncorhynchus-Aufstiegen, deren Lachslarven und -jungfische als Futter dienen, kann sich auch ihre Population oft sehr gut entwickeln. Sie kann als räuberischer Coregone durchaus mit Lachsen, Quappen oder Zandern konkurrieren. Die Nahrung der Fische älter als 2+ besteht praktisch ausschließlich in allen bewältigbaren Fischen, z. B. im Kaspischen Meer besonders in Gobiiden und Clupeiden, sonst auch Coregonen, Stinten, Dallia und jungen Lachsen. Es wird aber auch gelegentlich vermerkt, man finge Njelmy, deren Magen mit kleinen Muscheln gefüllt sei (Finsch 1879).

## Unterarten und (ehemalige) Verbreitung
Wie bei den Coregoninae üblich gibt es auch bei dieser Gattung noch taxonomische Unklarheiten. Gewöhnlich gilt Stenodus als monotypisch; einige Autoren wollen aber der geographischen Unterart (leucichthys) des Einzugsgebietes des Kaspischen Meeres Art-Status zuerkennen: sie (das „Weißfischlein“, russisch белорыбица/belorybiza) habe etwa einen kürzeren Kopf gegenüber der nordeuropäisch-sibirischen „Rasse“ (nelma, Njelma, нельма), die auch identisch ist mit der nordamerikanischen (zunächst von Richardson 1823 als mackenzii beschrieben; nearktische Vernakularnamen sind whitefish, she(e)fish („Frauenfisch“), l’inconnu („der Unbekannte“ – daher auch „Conny“) und „sii“, genauer siiriroaq (unter anderem bei den Eskimos) und andere. Stenodus bildet mit Coregonus spp. und Prosopium spp. in den Zuchtstationen leicht allerlei Hybriden.
Stenodus leucichthys nelma kommt in vielen Flüssen und Strömen Sibiriens vor, deren Wasserscheiden bis China reichen. Die Njelma ist auch aus nordeuropäischen Flüssen bekannt (ostwärts ab Weißem Meer), jedoch (trotz Erwartung) nicht aus Skandinavien. In der Nearktis ist sie auf den Nordwesten (Alaska, Yukon und Teile der Northwestern Territories Kanadas bis zum Anderson River; besonders im Yukon- und Mackenzie-Gebiet) und die vorgelagerten Küstenabschnitte des Arktischen Ozeans beschränkt. Sie lebt auch im Nordpazifik beziehungsweise seinen Zuflüssen wie zum Beispiel im Anadyr und einigen Flüssen im Norden British Columbias.
Seit der Eiszeit ist die Bjelorybitsa, also die Nominat-Unterart, S. leucichthys leucichthys, ein Endemit des Kaspischen Meeres und seines größten Zubringers, der Wolga (in der sie wegen geringen Gefälles sehr weit aufwärts wandern konnte; besonders wichtig als Laich-Flüsse waren aber deren Nebenflüsse Ufa und Belaja), ferner des Uralflusses, während sie Terek und Kura kaum bewohnte (dennoch wird sie auch als ‚einheimisch’ für die Türkei angegeben, was sich auf die Kura als Zubringer beziehen müsste). Selbst an der persischen Südküste des Meeres ist die Bjelorybitsa nicht ganz unbekannt, wenngleich sie hier nur im Sommer aus der kühlen Tiefenregion gefischt werden kann. In Mittelasien (bis zur Mongolei) wurden standorttreue Populationen in etlichen Stauseen angesiedelt.

## Nutzung
Als den Europäern dieser Fisch aus Sibirien und Nordamerika bekannt wurde, erweckten die Schilderungen der Reisenden (z. B. in Brehms Tierleben, Bd. 8 (3. Aufl. 1892, S. 349–352)) den Eindruck unerschöpflicher Schwärme. Der Goldrausch am Yukon an der Wende vom 19. zum 20. Jahrhundert wurde zu einem guten Teil ernährungsmäßig durch das wohlschmeckende und kräftigende ölige Fleisch des Inconnu unterhalten. Mittlerweile weiß man, dass Riesenschwärme großer Fische in der Arktis wegen temperaturbedingt geringer Produktivität besonders leicht überfischbar sind. Sie konnten gerade einheimischen Eskimos, Indianern, Samojeden usw. zur Subsistenz dienen. Noch einschneidender wirkten aber später Maßnahmen der Fluss-Regulierung und Energiegewinnung auf die Populationen. Die Bjelorybitsa ist heute (besonders durch Wolga-Staue, die die Laichwanderung unterbunden haben) als Wildform ausgerottet und besteht praktisch nur mehr in Fischzucht-Populationen. Diese sind aber in nicht mehr völlig durchschaubarer Weise mit nelma-Erbgut durchsetzt, was besonders für die kasachischen, turkmenischen usw. Populationen gilt.
Von der Anadyr-Population (bei den Tschuktschen) bestehen wegen großer Staudämme nur mehr die Süßwasser-Anteile im Oberlauf. In Nordamerika ist die Lage noch etwas besser, weil dort große „Flussausbauten“ erst in Planung sind. „Aufstiegshilfen“ (Fischtreppen) würden vom Inconnu (im Gegensatz zu Lachsen) ja kaum angenommen werden. So verträgt gegenwärtig der „Connie“ noch gerade die Sportfischer. Der Export (besonders geräuchert, weniger tiefgekühlt) ist notwendigerweise gering – „Produktionszahlen“ gibt es kaum.
Unklarheiten bestehen auch noch hinsichtlich gesundheitlicher Bedenken gegen Fische aus Gewässern mit Zuflüssen aus (ehemaligen) Schwermetall-Minen. Es hat sich herausgestellt, dass sogenannte Hitzeschockproteine (HSP), die als Marker für die Belastung mit Quecksilber u. a. galten und leichter quantitativ zu bestimmen sind als die Metalle selbst, damit viel weniger sicher korreliert sind als bisher angenommen.